# Astragalus guinanicus
Astragalus guinanicus es una especie de planta del género Astragalus, de la familia de las leguminosas, orden Fabales.

## Distribución
Astragalus guinanicus se distribuye por China.

## Taxonomía
Fue descrita científicamente por Y. H. Wu. Fue publicada en Bull. Bot. Res., Harbin 17: 33 (1997).